# Браунсберг (Индиана)
Браунсберг (англ. Brownsburg) — город в округе Хендрикс в штате Индиана в Соединённых Штатах Америки.
Согласно данным переписи населения США 2020 года число жителей города 
составляло 28 973 человека.

## История
В доколумбову эпоху в этом районе жили Индейцы-делавары, большое поселение коренных американцев находилось у ручья Уайт-Лик на месте, где сейчас находится Линкольн-Тауншип, которое называлось «Уэй-пе-ке-вей» (букв. «Белая соль»).

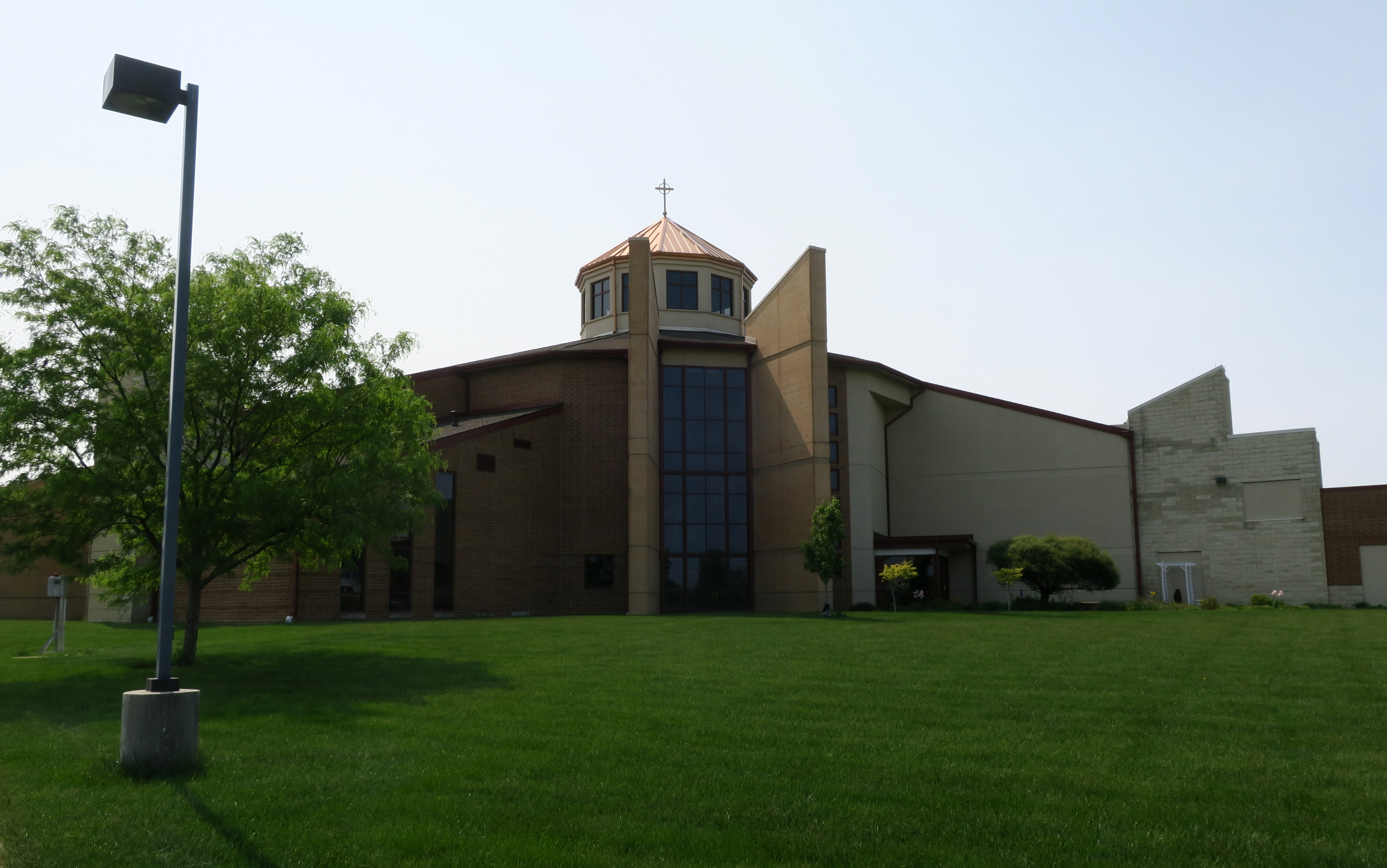
Церковь Святого Малахии

Браунсбург был основан в 1824 году Джеймсом Б. Брауном. Четыре года спустя в тауншипе Браун было построено первое бревенчатое здание школы, но основная волна поселенцев прибыла сюда лишь после того, как здесь начала функционировать линия дилижансов идущая в Индианаполис.
Почтовое отделение было основано в 1836 году под названием Харрисберг, по имени крупного местного землевладельца Уильяма Харриса, но позже название было изменено на Браунсберг, поскольку предыдущее название Харрисберг уже использовалось почтовым отделением в другом округе Индианы.
В период с 1840 по 1870 год Браунсберг утроился в размерах и здесь появилась первая церковь. Первые выборы мэра состоялись в 1848 году.
В 1986 году в Браунсберге снималась спортивная драма «Команда из штата Индиана», кассовые сборы от проката которой втрое превысили бюджет фильма. Почти пол века спустя картина занимает 4-е место в списке «10 лучших фильмов о спорте» 10 фильмов из 10 жанров.

## География
С севера на юг через город, проходя к западу от его центра, протекает ручей Уайт-Лик, приток Уайт-Ривер.
Согласно данным Бюро переписи населения США, Браунсберг имеет общую площадь 11,16 квадратных миль (28,90 км2), из которых 11,08 квадратных миль (28,70 км2 или 99,28%) — это суша и 0,08 квадратных миль (0,21 км2 или 0,72%) — водная поверхность.